# Sciopero delle donne del 14 giugno 2019

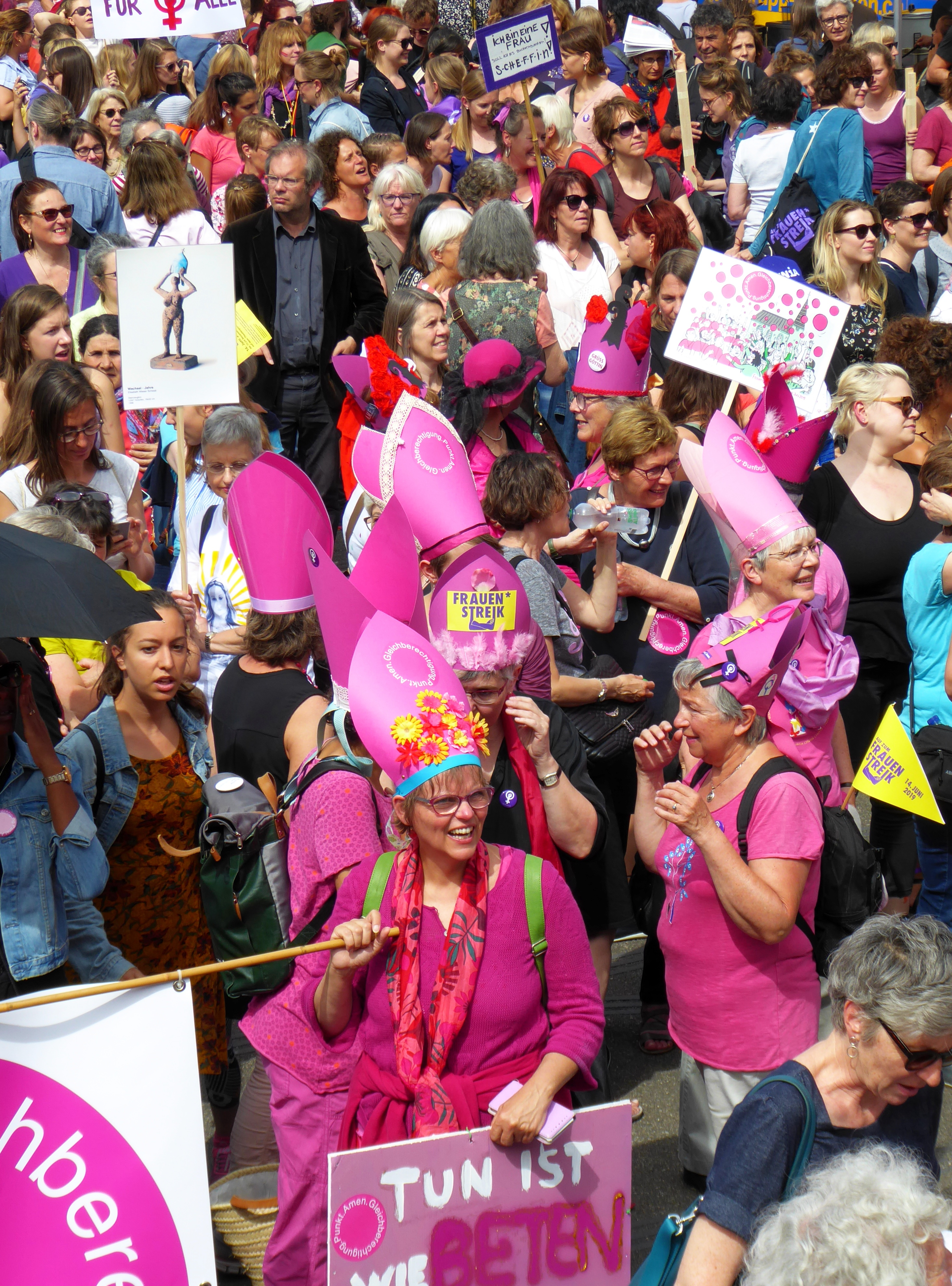
Manifestazione a Basilea

Lo sciopero delle donne del 14 giugno 2019 (in tedesco Frauen*streik, in francese grève des femmes) è uno sciopero femminista nazionale che si è svolto in Svizzera 28 anni dopo lo sciopero nazionale delle donne del 14 giugno 1991, riproposto regolarmente.
La mobilizzazione del 2019 è stata in parte sollecitata dai sindacati contro la revisione, adottata nel 2018, della legge federale svizzera sull'uguaglianza tra donne e uomini del 1996: tale revisione non prevede alcuna sanzione nel caso del non rispetto dell'uguaglianza salariale.

## Contesto
Lo sciopero del 14 giugno 2019 s'inscrive nel movimento di lotta per l'uguaglianza di genere in Svizzera marcato da alcuni momenti salienti:
- 1928 e 1958: esposizione svizzera del lavoro femminile (in tedesco Schweizerische Ausstellung für Frauenarbeit (SAFFA)
- 1971: iscrizione del diritto di voto delle donne nella Costituzione federale
- 1981: iscrizione dell'uguaglianza tra donne e uomini nella Costituzione federale
- 1991: sciopero delle donne del 14 giugno 1991[4]
- 1996: legge per l'uguaglianza tra uomini e donne

## Rivendicazioni
L'« appello di Bienne per uno sciopero femminista e di tutte le donne in generale » invita a manifestare per reclamare, tra le altre cose:
- L'eguaglianza salariale, poiché a posto di lavoro uguale oggigiorno le donne toccano un salario inferiore a quello degli uomini[7].
- Il riconoscimento del lavoro domestico, in particolare quello svolto per la cura dei bambini e delle persone anziane, non ancora integrato nel modello economico svizzero; il tempo di lavoro volontario che non è condiviso in modo equo tra i sessi in Svizzera[8].
- Il rispetto, perché le donne in Svizzera sono troppo spesso vittime della violenza domestica e dell'aggressione in strada o sul luogo di lavoro.

Lo slogan politico che ha accompagnato la manifestazione e ripreso sul sito web è stato: Égalité. Point final! in francese e Gleichberechtigung. Punkt. Schluss! in tedesco.

## Svolgimento

### Prima del 14 giugno
Il 22 settembre 2018, 20000 persone hanno manifestato a Berna per l'uguaglianza salariale tra uomini e donne e contro le discriminazioni.
Il 14 gennaio 2019, le organizzatrici dello sciopero delle donne del 14 giugno hanno pubblicato un manifesto con i diciannove punti salienti di spiegazione dello sciopero.

### Il 14 giugno
La manifestazione ha preso una forma diversa a seconda della città e del cantone in cui si è svolta. Due momenti condivisi sono comunque stati fissati: l'appello a scioperare è stato letto alle ore 11 in tutte le città; alle ore 15 e 24 minuti le donne sono state invitate a lasciare i loro luoghi di lavoro il loro domicilio per riassemblarsi, l'ora scelta è quella che corrisponde al momento della giornata che è stato stimato essere quello a partire dal quale le donne non sono più pagate, basandosi sulle differenze salariali calcolate dall'Ufficio federale di statistica e sull'orario di lavoro classico di otto ore.

### Stima del numero di partecipanti
Non è stato fatto un bilancio ufficiale della mobilizzazione a livello nazionale, tuttavia l'Unione sindacale svizzera propone la cifra di mezzo milione di persone che hanno preso parte in un modo o nell'altro a questa giornata di sciopero. Le stime per la partecipazione in Svizzera rispetto alle principali città sono le seguenti:
- Aarau: 3000 persone[12]
- Basilea: 40000 persone
- Berna: 50000 persone
- Delémont: 4000 persone
- Friburgo: 12000 persone
- Ginevra : tra le 15000 e le 20000 persone[13]
- Losanna: 40000 persone
- Neuchâtel: 5000 persone
- Sion: 12000 persone
- San Gallo: 4000 persone[12]
- Zurigo: 70000 persone

## Galleria d'immagini

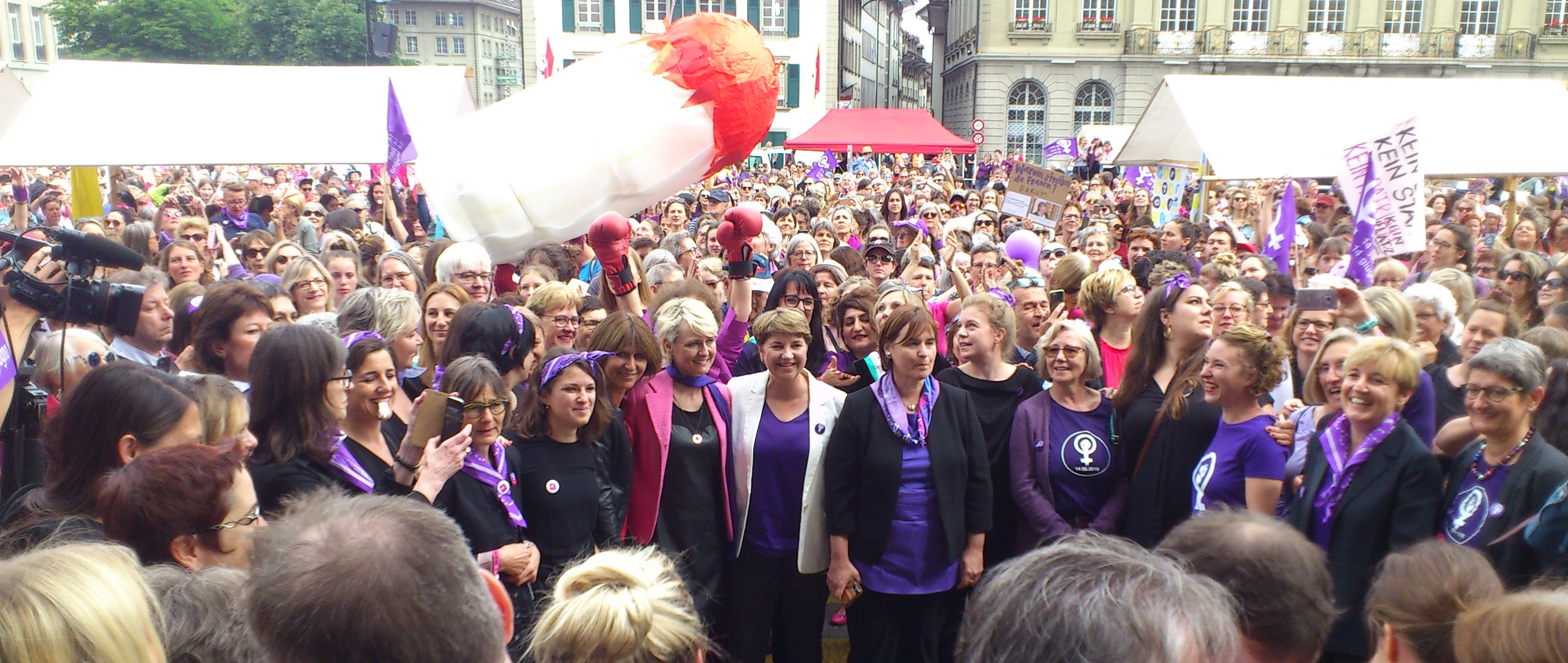
La consigliera federale Viola Amherd vestita di bianco, la presidente del Consiglio nazionale Marina Carobbio Guscetti (a destra) e la vice presidente del Consiglio nazionale Isabelle Moret.
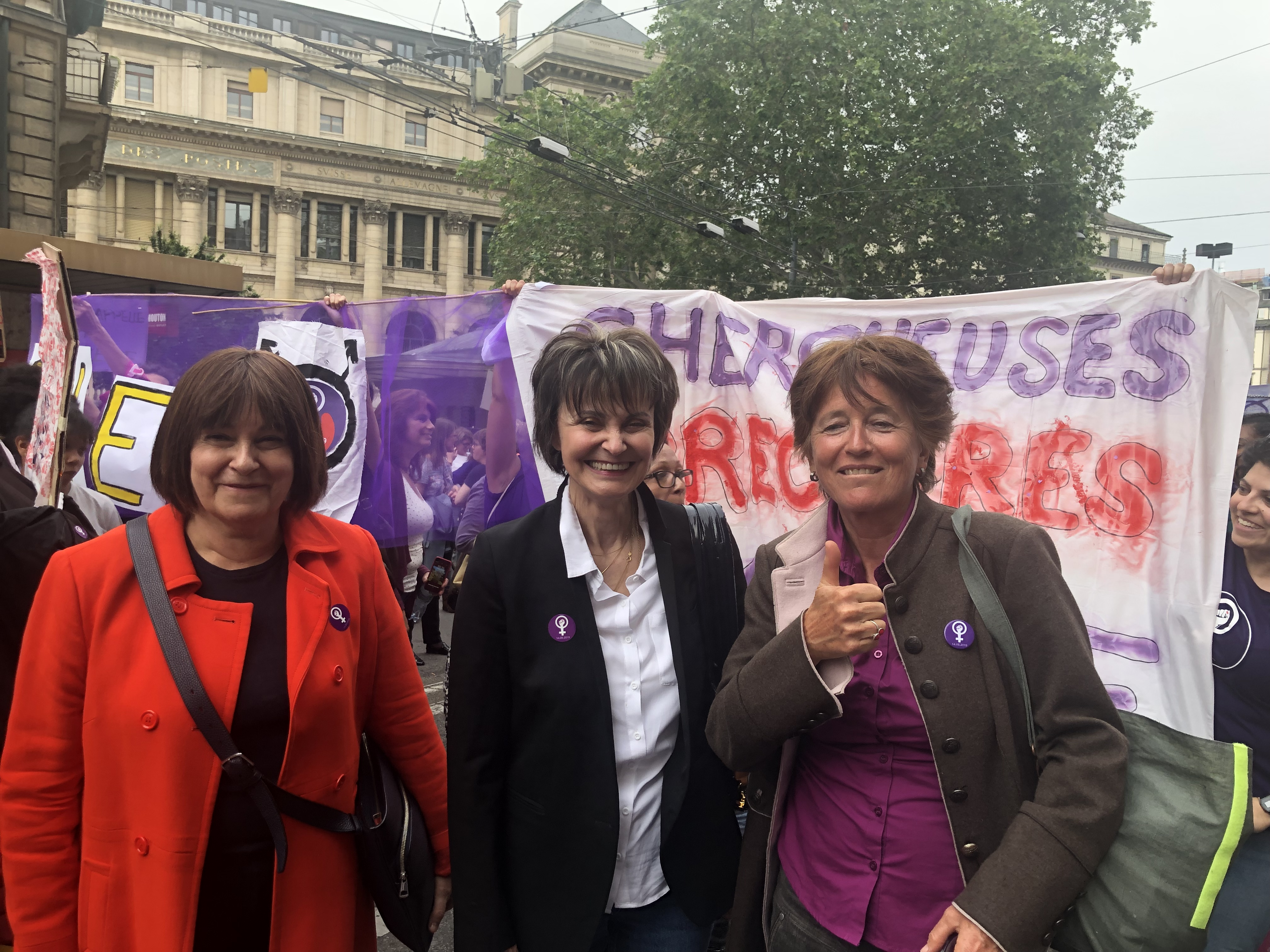
L'ex consigliera federale Micheline Calmy-Rey con Ariane Laroux, Franceline Dupanloup e le ricercatrici dell'Università di Ginevra
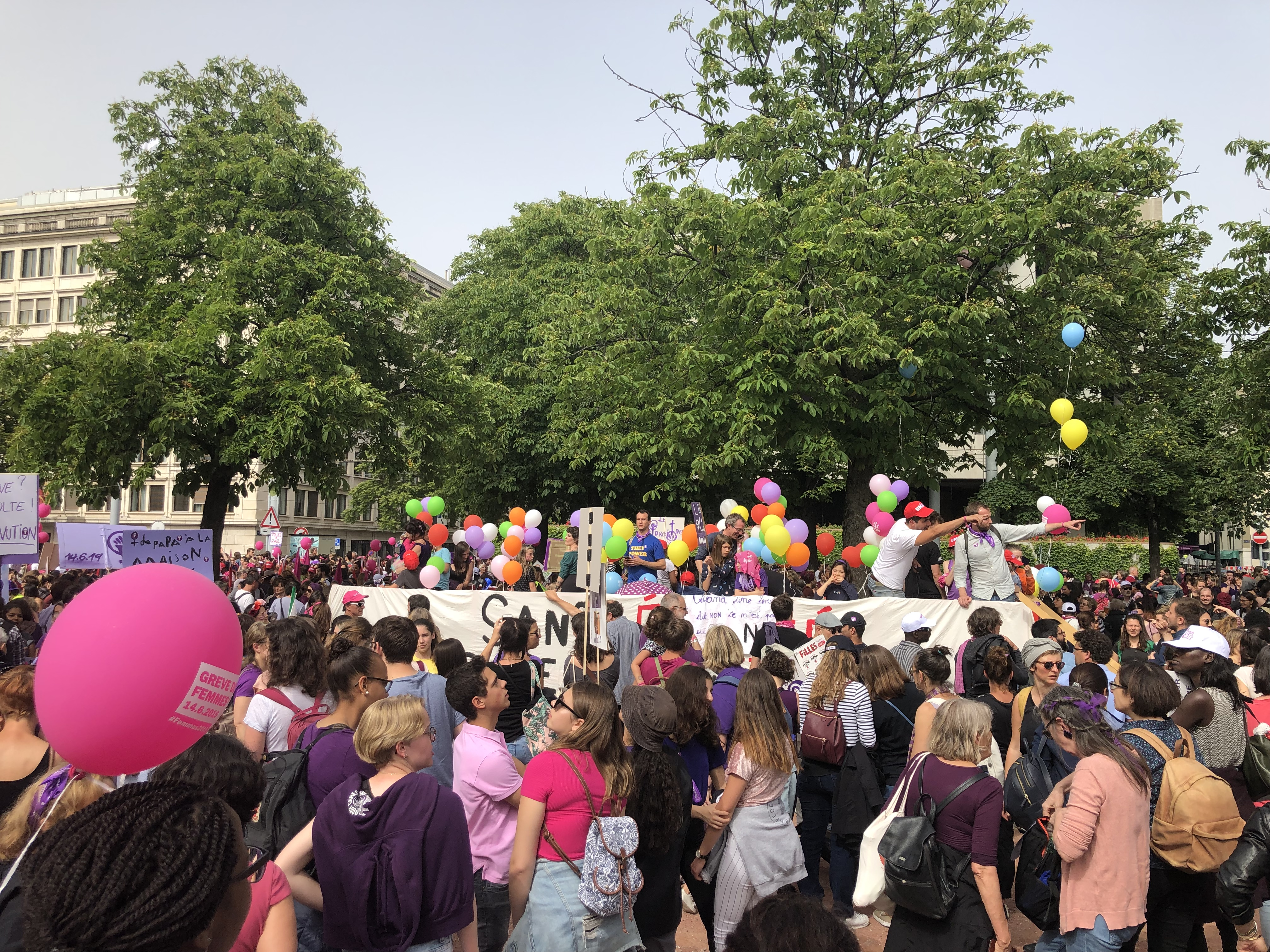
Il carro dei bambini seguiti dagli uomini solidali, Plaine de Plainpalais, Ginevra.
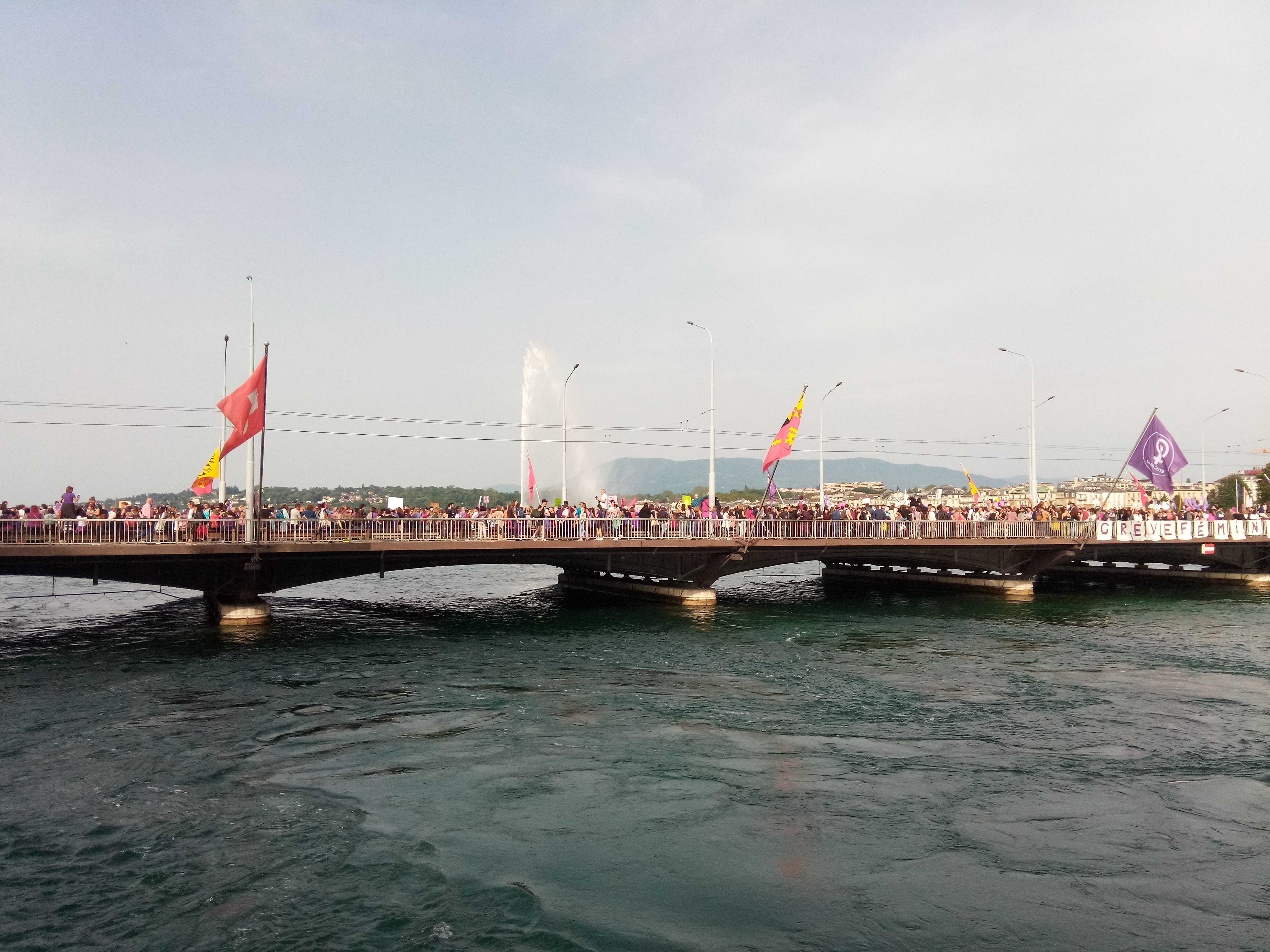
Pont du Mont-Blanc, Ginevra.
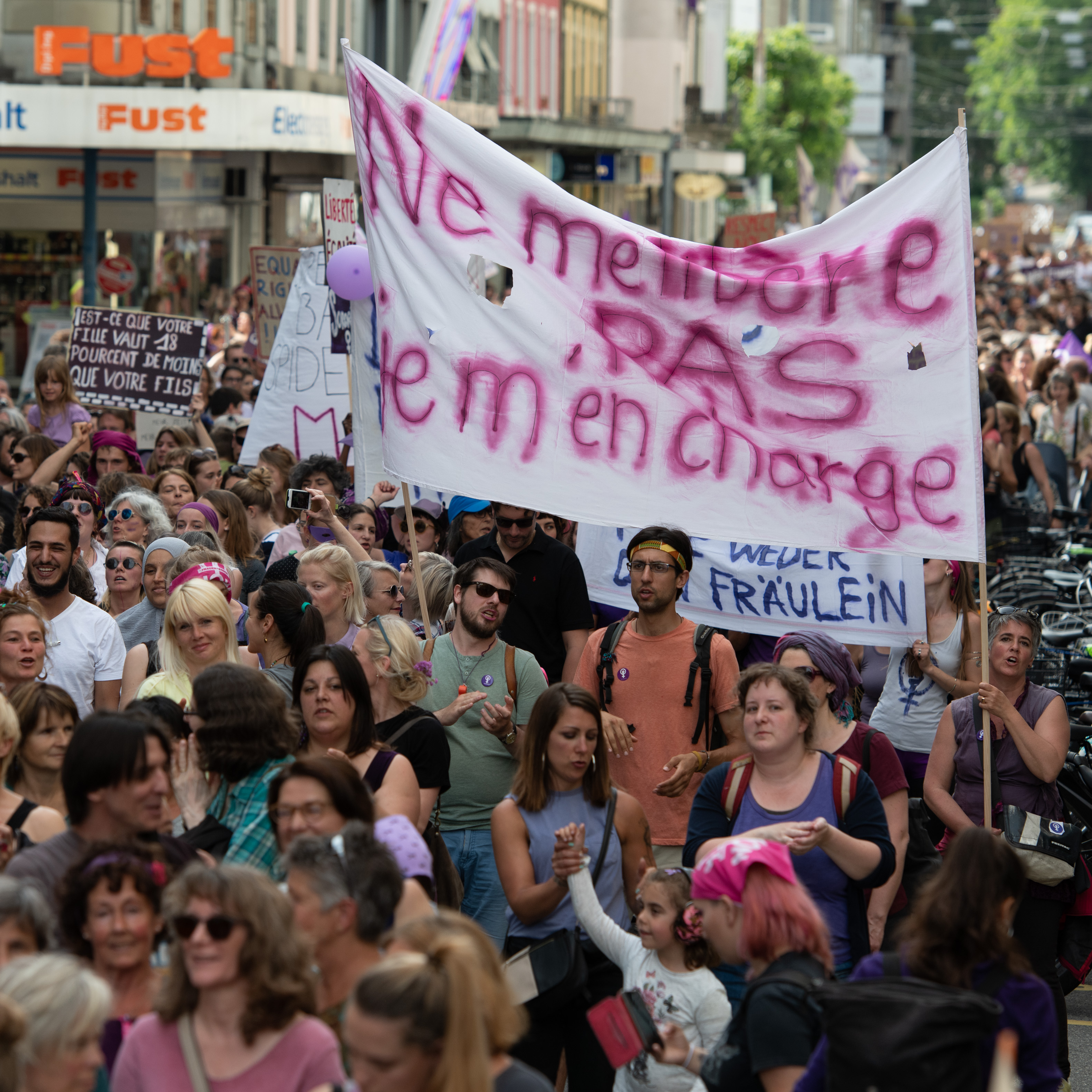
Bienne
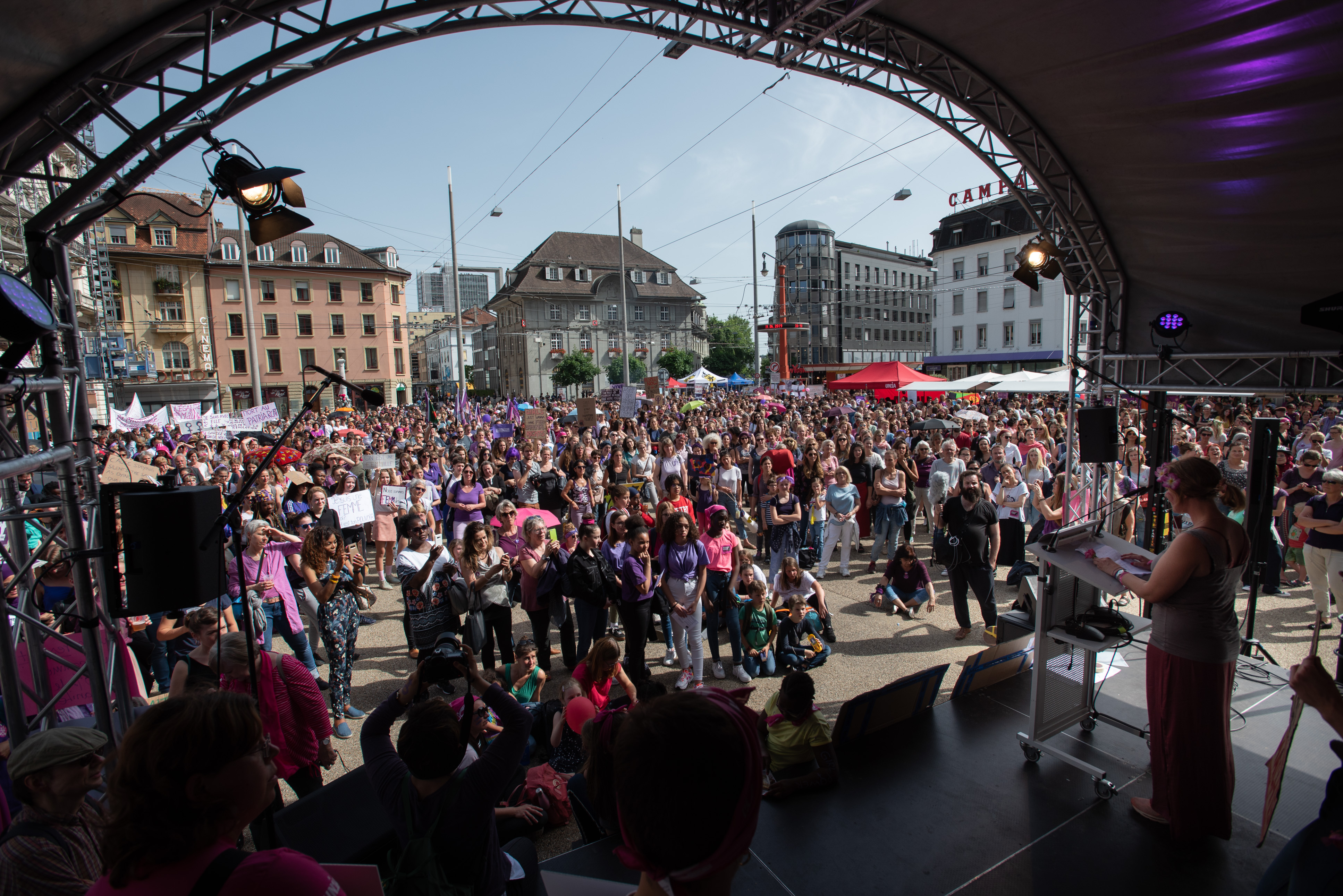
Bienne
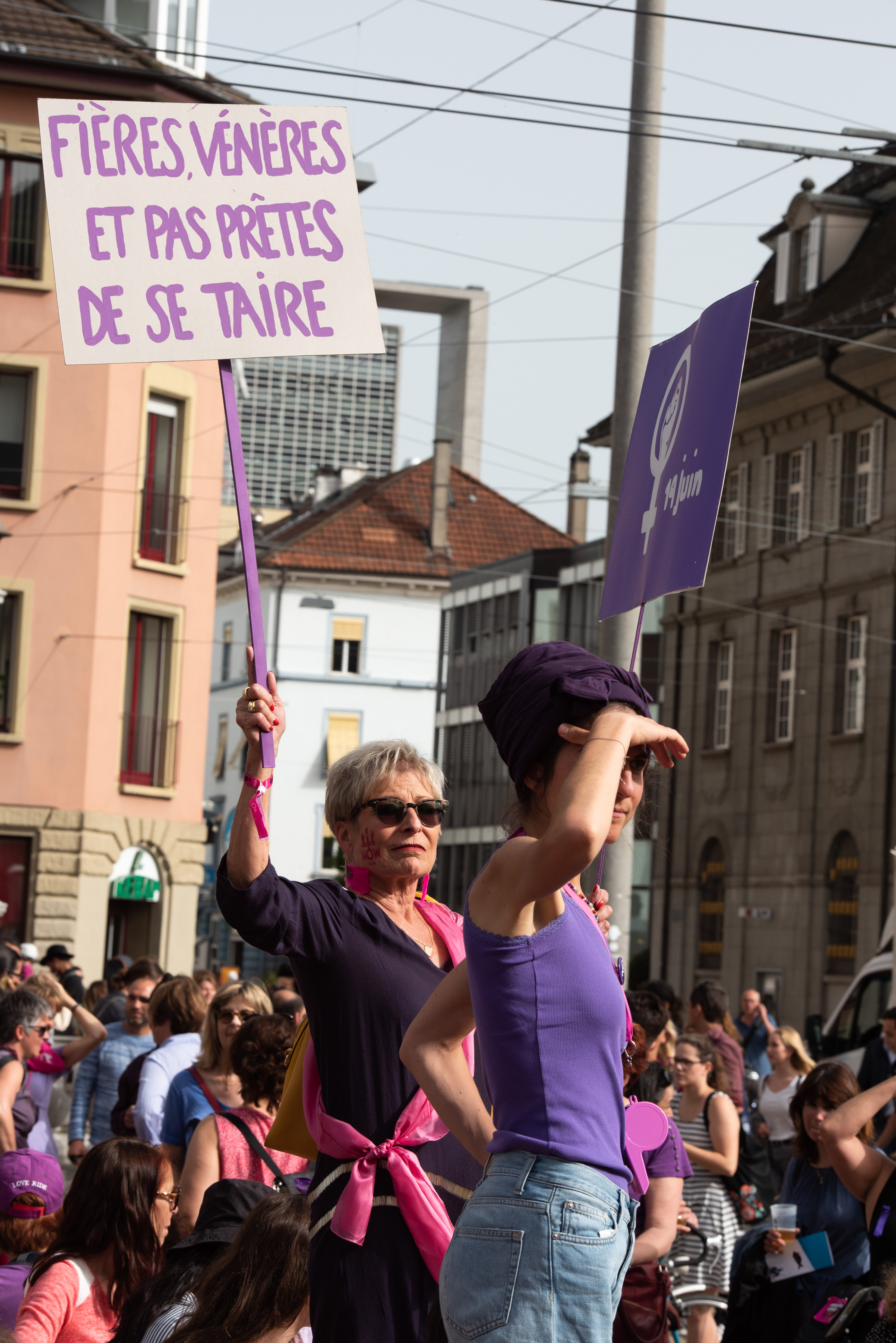
Bienne